# Čurčchela

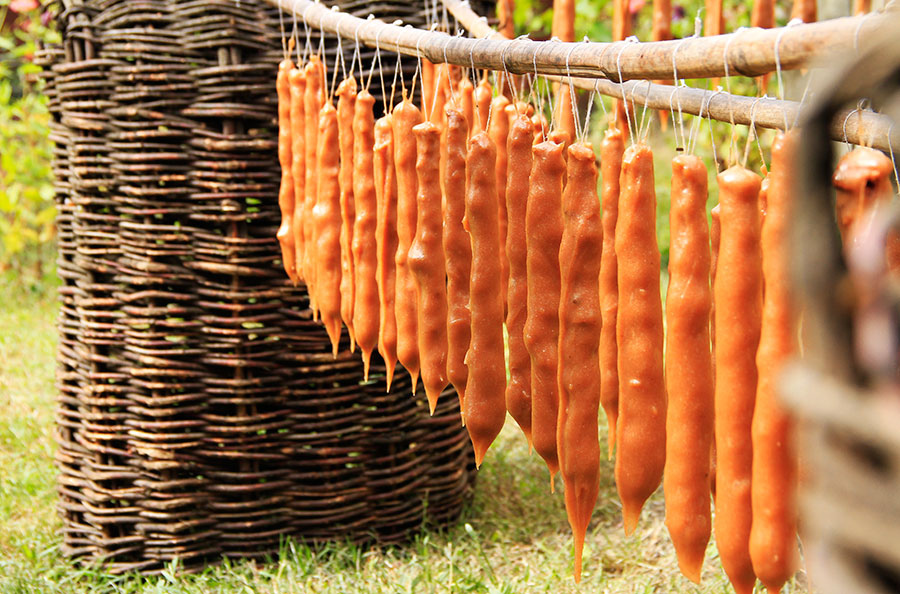
Gruzínská čurčchela

Čurčchela (gruzínsky: ჩურჩხელა, řecky: σιουσιούκκος, šušukos) je gruzínský pokrm. Jedná se o pamlsek z ořechů, které jsou navlečený na provázek a namočený ve vinném moštu zahuštěném moukou. Čurčchela svým vzhledem připomíná dle barvy buď svíčku, nebo klobásu. 
Pravá čurčchela neobsahuje žádný přidaný cukr.   
Používají se půlky jader vlašských ořechů, lískové oříšky, nebo mandle. Někdy se setkáme také s jadérky z meruněk, broskví, rozinkami, místo vinného moštu se občas používá šťáva z granátového jablka. 
Čurčchela má různé podoby podle regionu a za nejlepší bývá považována kachetinská.

## Příprava
Gruzínci obvykle dělají čurčchelu na podzim, kdy se sklízí základní ingredience, hroznové víno a ořechy. 
Vinný mošt (rmut) se umístí do velkého bronzového kotle (tzv. chartzin nebo kazani) a pomalu se přivede do varu, vaří se asi 30 min a pak se nechá na 10–12 h odstát. Následuje filtrace a další vaření, aby se odpařila přebytečná voda, vaří se, dokud se nedosáhne cukernatosti 30–40 %. Pro snížení kyselosti se používá rozdrcená křída (5 g/litr), ta má těž napomoci tomu, aby případný kal vyplaval na povrch, kde se odstraní. Jakmile je proces čištění dokončen, obsah kotle se nechá vychladnout. Poté se opět zahřeje na 30 °C a za stálého míchání se dodá mouka, dokud směs nedosáhne správné konzistence. Směs, nazývaná palouzes, je nyní připravena k použití. 
Ořechy musí být ponořeny do vody, aby změkly. Jakmile jsou dostatečně měkké, jsou navlečeny na šňůrky. Ty se pak celé ponoří do směsi a tento proces se několikrát opakuje, dokud se nedosáhne požadované tloušťky 1,5–2 cm. Poslední fází je sušení, které trvá až dva týdny. Poté jsou čurčchely připraveny ke konzumaci, případně ke skladování.

## Rozšíření
Čurčchela je v Gruzii oblíbená v období novoročních svátků. Kromě Gruzie se s obdobami tohoto pokrmu setkáme také u dalších kavkazských národů a dále v Arménii, Ázerbájdžánu, Íránu, Turecku, na Kypru, Ukrajině a v Rusku. 

## Galerie

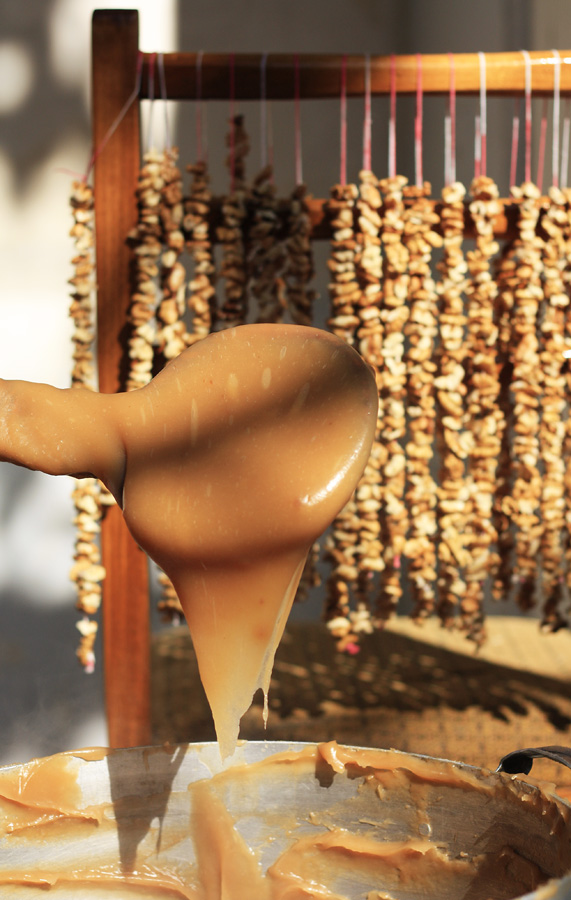
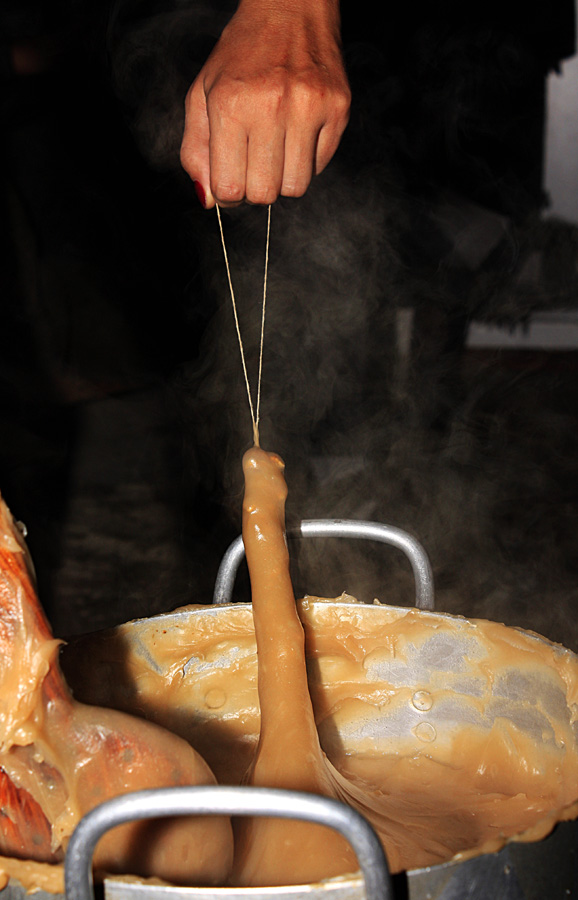
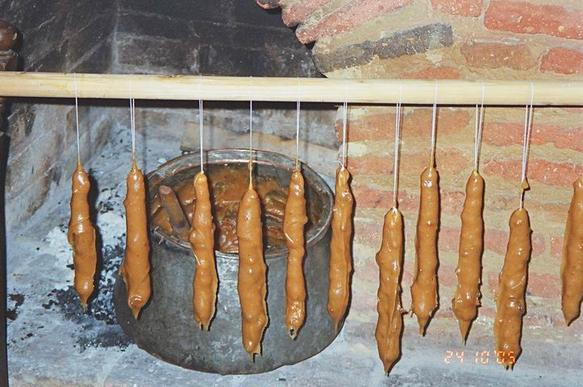
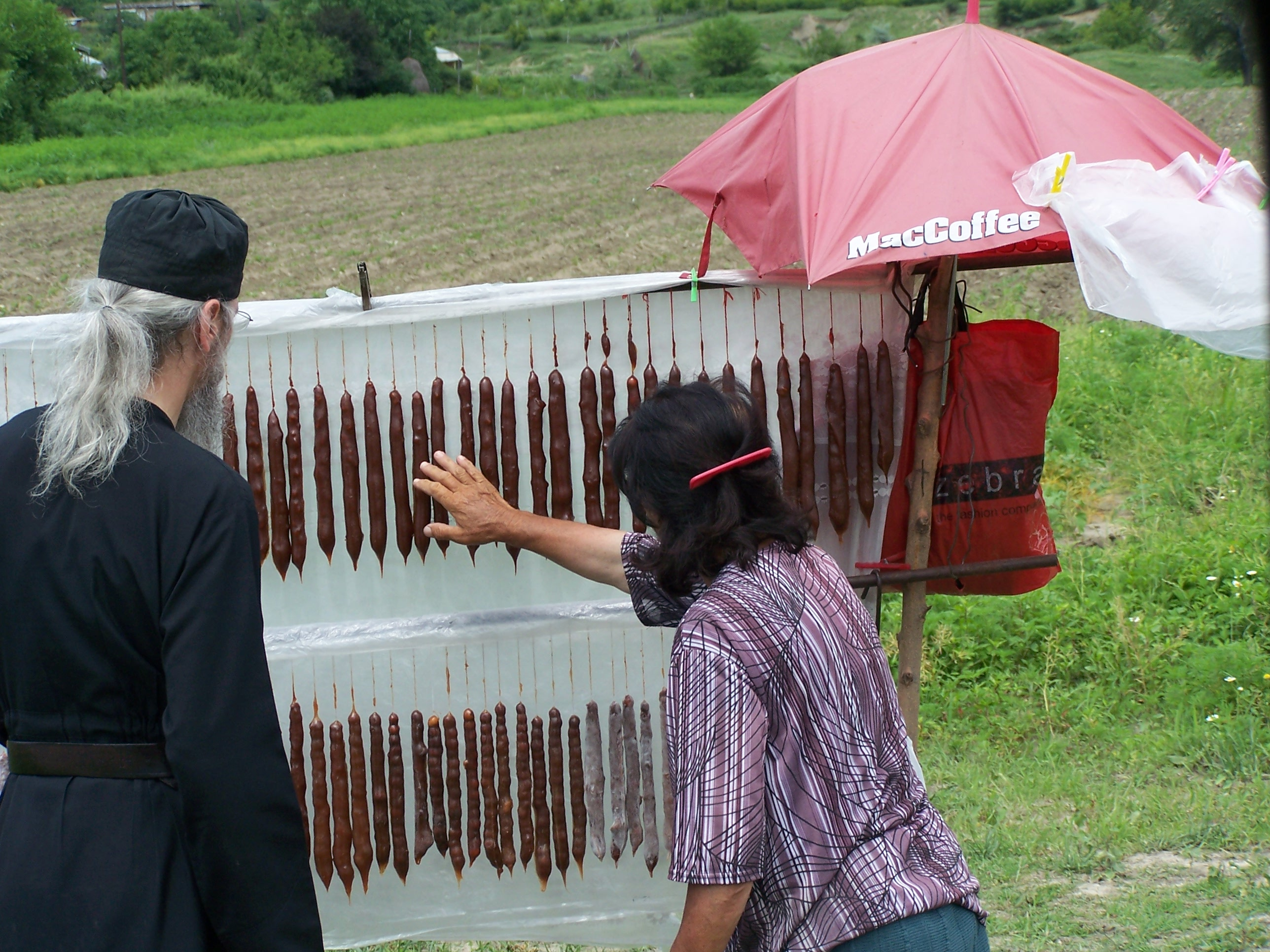
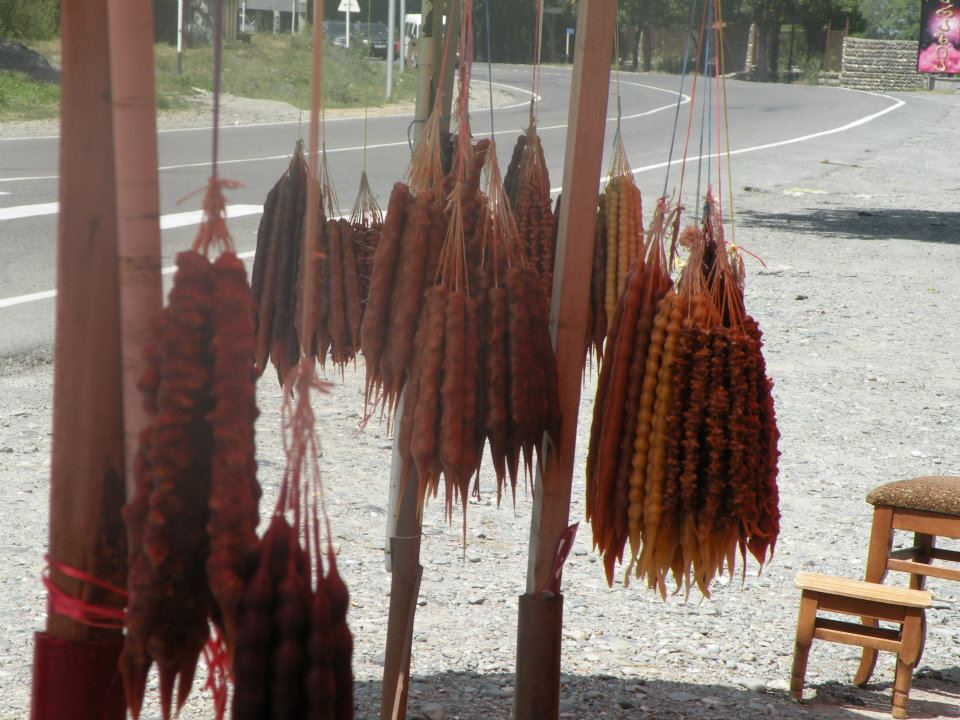
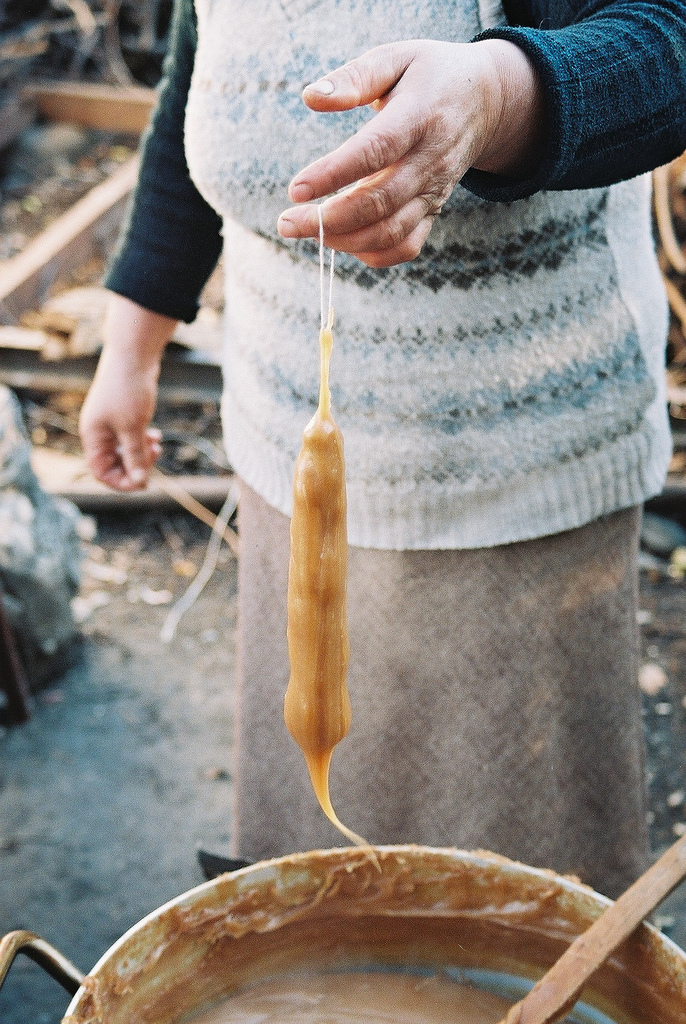